# Marie Pavlíková (herečka)
Marie Pavlíková, provdaná Kleinbergová (23. ledna 1906 Tišnov – 27. září 2003 Brno), byla česká herečka.

## Život
Již v dětství hrála v ochotnickém divadle. V roce 1926 hrála ve filmu Pohádka máje režiséra Karla Antona. První její stálé angažmá bylo v operetě Národního divadla v Brně (1927). V roce 1930 začala v tomto divadle účinkovat v činohře a v brněnské činohře zůstala až do svého odchodu do důchodu (v roce 1974) s přestávkou v letech 1941 až 1945 (během německá okupace Čech, Moravy a Slezska) kdy bylo divadlo uzavřeno. Byla totálně nasazena, pracovala též (ke konci okupace) v brněnské Zbrojovce.
Herecky činnou byla do pozdního věku, hrála např. v Divadle Husa na provázku.
V roce 1986 ji městoTišnov udělilo čestné občanství.